# 高浜敏之
高浜 敏之（たかはま としゆき、1972年10月17日 - ）は日本の社会起業家。株式会社土屋の代表取締役 兼 CEO最高経営責任者。慶応義塾大学文学部哲学科卒業。東京都昭島市出身。

## 概要
東京都出身。慶応義塾大学文学部哲学科卒業。
大学卒業後、介護福祉の世界へ。自立障害者の介助者、障害者運動を経て、介護系ベンチャー企業の立ち上げに参加。デイサービスの管理者、重度訪問介護事業の展開、事業統括、新規事業の企画立案、エリア開発などに従事。 2020年8月に株式会社土屋（岡山県井原市）を起業し、代表取締役 兼 CEOに就任。

## 略歴
- 1972年
  - 10月：東京都昭島市生まれ
- 1992年
  - 4月：上智大学法学部入学（中退）
- 2002年
  - 3月：慶応義塾大学文学部哲学科卒業
  - 5月：「自立ステーションつばさ」（代表：現参議院議員・木村英子）入社
  - 8月：「全国公的介護保障要求者組合」（代表：新田勲）事務局を兼務
- 2012年
  - 5月：介護系ベンチャー企業入社
- 2014年
  - 6月：重度訪問介護事業を展開。
- 2020年
  - 8月：株式会社土屋設立　代表取締役 兼CEO最高経営責任者

## 著書
「異端の福祉」幻冬舎　2023年3月

## WEB
- 「生き延びる」を肯定する、生命肯定の思想に基づくサービス[2]　（マイベストプロ岡山）2023年1月
- “介護難民”を救う重度訪問介護を提供[3]（週間エコノミスト）
- ベンツに乗っていたら、同業者から「儲かってていいわね～」…介護業界の闇文化[4]（幻冬舎 GOLD ONLINE）2022年12月30日
- 誰もが尊重され、多様な人が共存できる社会をめざして[5]（「Inclusion Rally」この指とーまれ！）2022年4月12日
- アルコール依存→生活保護の私が従業員1500人を率いる介護会社社長になるまで[6]（PRESIDENT Online）2022年2月24日
- 重度訪問介護を広め、誰もが「生き甲斐」のある社会に[7]（日本財団ジャーナル）2021年12月16日
- 『年収1000万円すら叶えられる〜「介護」業界に──タブーに踏み込む異端が、社会に注ぐ光』（フォーブスキャリア）
- 「重度訪問介護」を全国に――株式会社土屋・高浜敏之氏の挑戦[8]（SYNODOS）2021年10月4日
- ボクサー志望＆慶大哲学科卒の変わり種が「重度障害介護」事業の“雄”になるまで[9]（日刊ゲンダイDIGITAL）2021年9月5日

## 雑誌・機関誌
- 「季刊へるぱ！」第58号
- 週刊「高齢者住宅新聞」第615号[10] 2021年2月3日

## 新聞
- 「わたしのビタミン」[11]　読売新聞　2022年9月6日
- 重度訪問介護が変える未来　朝日新聞　2021年11月27日